# منار علاء
منار علاء مربوط به سده‌های اولیه دوران‌های تاریخی پس از اسلام - سدهٔ ۵ ه‍.ق است و در شهرستان سمنان، بخش مرکزی، دهستان حومه، روستای علاء، واقع در مسجد جامع روستای علاء واقع شده و این اثر در تاریخ ۱۸ اسفند ۱۳۸۷ با شمارهٔ ثبت ۲۵۰۹۲ به‌عنوان یکی از آثار ملی ایران به ثبت رسیده‌است.